# Peter Brown (attore)
Peter Brown, nato Pierre Lynn de Lappe (New York, 5 ottobre 1935 – Phoenix, 21 marzo 2016), è stato un attore statunitense.

## Filmografia parziale

### Cinema
- Commandos (Darby's Rangers), regia di William A. Wellman (1958)
- L'oro della California (Westbound), regia di Budd Boetticher (1958) (voce, non accreditato)
- Sono un agente FBI (The FBI Story), regia di Mervyn LeRoy (1959) (voce, non accreditato)
- L'urlo della battaglia (Merrill's Marauders), regia di Samuel Fuller (1962)
- Magia d'estate (Summer Magic), regia di James Neilson (1963)
- Tigre in agguato (A Tiger Walks), regia di Norman Tokar (1964)
- La gatta con la frusta (Kitten with a Whip), regia di Douglas Heyes (1964)
- I falchi attaccano all'alba (Ha-Pritza Hagdola), regia di Menahem Golan (1970)
- Piranha, regia di William Gibson (1972)
- Foxy Brown, regia di Jack Hill (1974)
- L'esecuzione... una storia vera (Act of Vengeance), regia di Bob Kelljan (1974)
- The Concrete Jungle, regia di Tom DeSimone (1982)
- Incontri ravvicinati ad Aurora (The Aurora Encounter), regia di Jim McCullough Sr. (1986)
- The Messenger, regia di Pierluigi Ciriaci (1986)
- Il sepolcro della vendetta (Demonstone), regia di Andrew Prowse (1990)
- A ferro e fuoco (Fists of Iron), regia di Richard W. Munchkin (1995)
- Asylum, regia di James Seale (1997)
- Prima o poi mi sposo (The Wedding Planner), regia di Adam Shankman (2001)
- Y.M.I., regia di Marek Probosz (2004)
- Land of The Free?, regia di William A. Baker (2004)
- Big Chuck, Little Chuck, regia di Byron Quisenberry (2004)
- Three Bad Men, regia di Jeff Hathcock (2005)
- Hell to Pay, regia di Chris McIntyre (2005)

### Televisione
- Colt .45 – serie TV (1957)
- Sugarfoot – serie TV, episodi 1x15-3x01 (1958-1959)
- Maverick – serie TV (1957-1960)
- Lawman – serie TV (1958-1962)
- Cheyenne – serie TV (1957-1962)
- Indirizzo permanente (77 Sunset Strip) – serie TV (1962)
- The Gallant Men – serie TV, episodio 1x15 (1963)
- Carovane verso il west (Wagon Train) – serie TV (1963-1964)
- The Crisis – serie TV (1964)
- Laredo – serie TV (1965-1967)
- Il virginiano (The Virginian) – serie TV (1964-1967)
- The Danny Thomas Hour – serie TV, episodio 1x09 (1967)
- Gli assassini vanno a caccia (Hunters Are for Killing), regia di Bernard Girard – film TV (1970)
- Sulle strade della California (Police Story) – serie TV (1974)
- Matt Helm – serie TV (1975)
- Il tempo della nostra vita (Days of Our Lives) – soap opera (1971-1980)
- T.J. Hooker – serie TV (1983)
- Una vita da vivere (Once Life to Live) – soap opera (1986-1987)
- Generations – serie TV (1989)
- Febbre d'amore (The Young and the Restless) – soap opera (1981-1991)
- Beautiful (The Bold and the Beautiful) – serie TV (1991-1992)

## Doppiatori italiani
- Sergio Tedesco in L'urlo della battaglia
- Pino Locchi in Magia d'estate
- Massimo Turci in Tigre in agguato
- Marco Balzarotti in Incontri ravvicinati ad Aurora